# Transport des Acadiens durant le Grand Dérangement

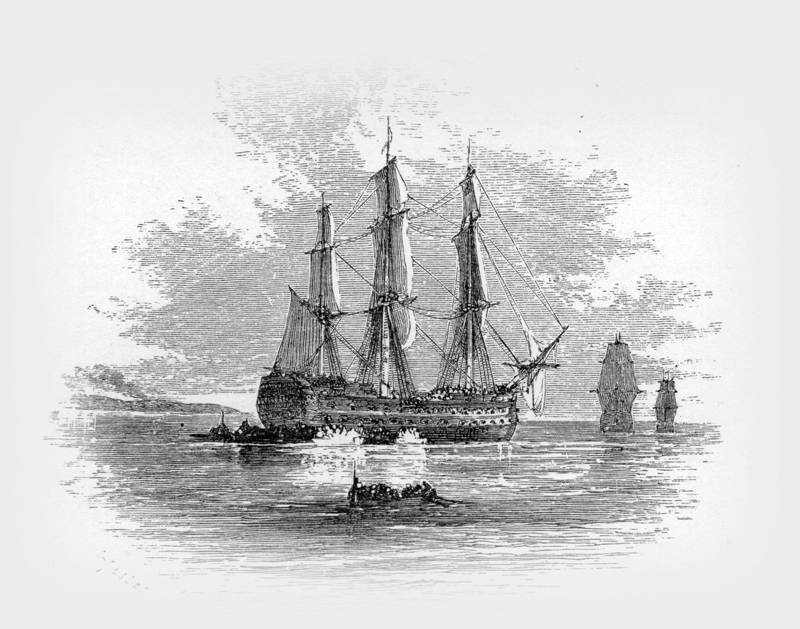
Gravure de Myles Birket Foster représentant les bateaux de la déportation des Acadiens, illustrant le poème Evangéline (1866).

Le transport des Acadiens durant le Grand Dérangement regroupe les méthodes d'expulsion des Acadiens durant la Déportation des Acadiens. Après avoir été enfermés dans les forts britanniques, les Acadiens furent expulsés de l'Acadie sur des bateaux.

## État et affrètement des bateaux
Une croyance veut que les bateaux utilisés soient délabrés mais, selon un rapport de 1758, tous les bateaux utilisé à l'île Saint-Jean étaient en bon état et certains ont été utilisés pendant plusieurs années par la suite.

## Conditions de vie à bord des bateaux
Le gouverneur de la Nouvelle-Écosse, Charles Lawrence, décide en 1755 de mettre deux fois plus de prisonniers sur les bateaux que leur charge habituelle, soit un passager par tonneau. Les bateaux, indispensables à la déportation, sont pour la plupart loués à une compagnie de la Nouvelle-Angleterre et réaménagés pour l'occasion. Les capitaines étant payés au nombre de déportés arrivés à destination, ils ont tendance à surcharger les embarcations. La promiscuité, la noirceur, le manque de nourriture et l'humidité causent la mort de nombreux prisonniers alors que la plupart des bateaux n'ont pas de chirurgiens.
Dans le cas particulier de la déportation de l'île Saint-Jean, le plan prévoyait toutefois de placer 3 890 passagers dans divers bateaux totalisant une capacité de 4 354 tonneaux, soit un ratio de 0,89 passager par tonneau, comparativement aux 2 passagers par tonneau selon Charles Lawrence. Le nombre de déportés ayant été plus bas que prévu, et même en tenant compte du transfert de passagers du Parnassus à d'autres navires, l'historien Earle Lockerby arrive à une moyenne réelle de moins de 0,8 passager par tonneau. Ce ratio est en fait relativement bon par comparaison avec celui de paquebots de l'époque. La croyance selon laquelle les prisonniers de l'île Saint-Jean furent entassés comme ceux de la Nouvelle-Écosse provient d'une exagération des faits ; c'est l'un des mythes acadiens.

## Liste des bateaux utilisés
| Nom                           | Capitaine                             | Tonnage  | Nombre de canons | Lieu de départ           | Date de départ                 | Lieu d'arrivée ou de naufrage (†) | Date d'arrivée ou de naufrage |
| ----------------------------- | ------------------------------------- | -------- | ---------------- | ------------------------ | ------------------------------ | --------------------------------- | ----------------------------- |
| Aetna,                        | ?                                     | ?        | ?                | Forteresse de Louisbourg | Après le 26 juillet 1758       | Miramichi                         | 15 septembre 1758             |
| Aetna,                        | ?                                     | ?        | ?                | Miramichi                | 18 septembre 1758              | Forteresse de Louisbourg          | Après le 24 septembre 1758    |
| Bird                          | ?                                     | ?        | ?                | Portsmouth               | 10 février 1759                | Le Havre ?                        | 1759                          |
| Bird                          | ?                                     | ?        | ?                | Portsmouth               | 15 novembre 1758 ou plus tard  | Cherbourg ?                       | Fin novembre 1758             |
| Boscawen,                     | David Bigham                          | 95       | ?                | Isthme de Chignectou     | 13 octobre 1755                | Philadelphie                      | ?                             |
| Britania                      | ?                                     | ?        | ?                | Forteresse de Louisbourg | 10 septembre 1758              | La Rochelle                       | ?                             |
| Briton,                       | James Wilson                          | 343      | 8                | Forteresse de Louisbourg | 14 septembre 1758              | Port-la-Joye                      | 3 octobre 1758                |
| Briton,                       | James Wilson                          | 343      | 8                | Port-la-Joye             | 4 novembre 1758                | Forteresse de Louisbourg          | 14 novembre 1758              |
| Bristol,                      | ?                                     | ?        | ?                | Forteresse de Louisbourg | 10 août 1758                   | Port-la-Joye                      | 17 août 1758                  |
| Bristol,                      | ?                                     | ?        | ?                | Port-la-Joye             | 31 août 1758                   | Forteresse de Louisbourg          | 4 septembre 1758              |
| Catherine,                    | ?                                     | ?        | ?                | Forteresse de Louisbourg | 10 août 1758                   | Port-la-Joye                      | 17 août 1758                  |
| Catherine,                    | ?                                     | ?        | ?                | Port-la-Joye             | 31 août 1758                   | Forteresse de Louisbourg          | 4 septembre 1758              |
| Cornwallis, E.D.              | Andrew Sinclair                       | 130      | ?                | Isthme de Chignectou     | 13 octobre 1755                | Caroline                          | ?                             |
| Desire                        | ?                                     | ?        | ?                | Portsmouth               | 15 novembre 1758 ou plus tard  | Cherbourg                         | Fin novembre 1758             |
| Dolphin                       | Zebad Forman                          | 80       | ?                | Pigiguit                 | 27 octobre 1755                | Annapolis                         | 30 novembre 1755              |
| Dove                          | Samuel Forbes                         | ?        | ?                | Mines                    | 13 décembre 1755               | Connecticut                       | ?                             |
| Dunbar,                       | ?                                     | ?        | ?                | Forteresse de Louisbourg | 10 août 1758                   | Port-la-Joye                      | 17 août 1758                  |
| Dunbar,                       | ?                                     | ?        | ?                | Port-la-Joye             | 31 août 1758                   | Forteresse de Louisbourg          | 4 septembre 1758              |
| Duke of Cumberland            | Thomas Hurry                          | ?        | ?                | Forteresse de Louisbourg | Après le 4 septembre 1758      | La Rochelle                       | ?                             |
| Duke William,                 | William Nichols                       | 400      | 10               | Forteresse de Louisbourg | 14 septembre 1758              | Port-la-Joye                      | 3 octobre 1758                |
| Duke William,                 | William Nichols                       | 400      | 10               | Port-la-Joye             | Avant le 25 novembre 1758      | Océan atlantique (†)              | 13 décembre 1758              |
| « Chaloupe du Duke William »  | ?                                     | ?        | ?                | Lieu de naufrage         | 13 décembre 1758               | Penzance                          | Décembre 1758                 |
| « Cotre du Duke William »     | ?                                     | ?        | ?                | Lieu de naufrage         | 13 décembre 1758               | Land's End                        | Décembre 1758                 |
| « Canot du Duke William »     | ?                                     | ?        | ?                | Lieu de naufrage         | 13 décembre 1758               | Falmouth                          | Décembre 1758                 |
| Edward                        | Ephm. Cook                            | 139      | ?                | Annapolis Royal          | 8 décembre 1755                | Connecticut                       | ?                             |
| Elizabeth                     | Nathaniel Mulburry                    | 95       | ?                | Grand-Pré                | 27 octobre 1755                | Annapolis                         | 30 novembre 1755              |
| Endeavor                      | James Nichols                         | 96       | ?                | Isthme de Chignectou     | 13 octobre 1755                | Caroline du Sud                   | ?                             |
| Endeavour                     | John Stone                            | 83       | ?                | Canard & Habitants       | 27 octobre 1755                | Williamsburg                      | ?                             |
| Experiment                    | Benjamin Stoddart                     | 136      | ?                | Annapolis Royal          | 8 décembre 1755                | New York                          | ?                             |
| Hannah                        | Richard Adams                         | 70       | ?                | Grand-Pré                | Après le 10 octobre 1755       | Philadelphie                      | 8 décembre 1755               |
| Helena                        | ?                                     | 166      | ?                | Annapolis Royal          | 8 décembre 1755                | Boston                            | 30 novembre 1755              |
| Hind,                         | Robert Bond                           | ?        | 24               | Forteresse de Louisbourg | 10 août 1758                   | Port-la-Joye                      | 17 août 1758                  |
| Hind,                         | Robert Bond                           | ?        | 24               | Port-la-Joye             | 31 août 1758                   | Forteresse de Louisbourg          | 4 septembre 1758              |
| Hind,                         | Robert Bond                           | ?        | 24               | Forteresse de Louisbourg | 14 septembre 1758              | Port-la-Joye                      | 3 octobre 1758                |
| Hind,                         | Robert Bond                           | ?        | 24               | Port-la-Joye             | 4 novembre 1758                | Forteresse de Louisbourg          | 14 novembre 1758              |
| Hopson                        | Edward Whitewood, James Griffin       | 177      | ?                | Annapolis Royal          | 8 décembre 1755                | Caroline                          | ?                             |
| Industry                      | George Goodwin                        | 86       | ?                | Canard & Habitants       | 27 octobre 1755                | Williamsburg                      | ?                             |
| John and Samuel,              | William Dobson                        | 239      | 6                | Forteresse de Louisbourg | 14 septembre 1758              | Port-la-Joye                      | 3 octobre 1758                |
| John and Samuel,              | William Dobson                        | 239      | 6                | Port-la-Joye             | Avant le 25 novembre 1758      | Saint-Malo                        | 23 janvier 1759               |
| Jolly Philip                  | Jonathan White                        | 94       | ?                | Isthme de Chignectou     | 13 octobre 1755                | Géorgie                           | ?                             |
| Juno,                         | ?                                     | ?        | ?                | Forteresse de Louisbourg | Après le 26 juillet 1758       | Miramichi                         | 15 septembre 1758             |
| Juno,                         | ?                                     | ?        | ?                | Miramichi                | 18 septembre 1758              | Forteresse de Louisbourg          | Après le 24 septembre 1758    |
| Kennington                    | Maximillian Jacobs                    | ?        | ?                | Forteresse de Louisbourg | 20 octobre 1758                | Forteresse de Louisbourg          | Fin octobre 1758              |
| King of Prussia,              | ?                                     | ?        | ?                | Forteresse de Louisbourg | 10 août 1758                   | Port-la-Joye                      | 17 août 1758                  |
| King of Prussia,              | ?                                     | ?        | ?                | Port-la-Joye             | 31 août 1758                   | Forteresse de Louisbourg          | 4 septembre 1758              |
| Leynord                       | Thomas Church                         | 88       | ?                | Grand-Pré                | Après le 6 septembre 1755      | Annapolis                         | 30 novembre 1755              |
| Mary                          | Andrew Dunning                        | 90       | ?                | Canards & Habitants      | 27 octobre 1755                | Williamsburg                      | 12 décembre 1755 ou avant     |
| Mary,                         | ?                                     | 92-222 ? | ?                | Forteresse de Louisbourg | 18 septembre 1758              | ?                                 | ?                             |
| Mary,                         | ?                                     | 92-222 ? | ?                | Port-la-Joye             | ?                              | ?                                 | ?                             |
| Mary,                         | Alexander Donaldson                   | 600      | ?                | Forteresse de Louisbourg | 27 septembre 1758              | Solent                            | 31 octobre 1758               |
| Mathias,                      | Thomas Dobbins                        | 193      | 6                | Forteresse de Louisbourg | 14 septembre 1758              | Port-la-Joye                      | 3 octobre 1758                |
| Mathias,                      | Thomas Dobbins                        | 193      | 6                | Port-la-Joye             | ?                              | Saint-Malo                        | 23 janvier 1759               |
| Neptune                       | Jonathan Davis, William Ford          | 95       | ?                | Pigiguit                 | 27 octobre 1755                | Williamsburg                      | 17 décembre 1755 ou avant     |
| Neptune,                      | John Beaton                           | 234      | 6                | Forteresse de Louisbourg | 14 septembre 1758              | Port-la-Joye                      | 3 octobre 1758                |
| Neptune,                      | John Beaton                           | 234      | 6                | Port-la-Joye             | Avant le 25 novembre 1758      | Portsmouth                        | 23 décembre 1758              |
| Neptune,                      | John Beaton                           | 234      | 6                | Porthsmouth              | ?                              | France                            | Avant le 24 janvier 1759      |
| Parnasus,                     | William Johnson                       | 425      | 7                | Forteresse de Louisbourg | 14 septembre 1758              | Port-la-Joye                      | 3 octobre 1758                |
| Parnasus,                     | William Johnson                       | 425      | 7                | Port-la-Joye             | 4 novembre 1758                | Détroit de Canso (†)              | 7 novembre 1758               |
| Patience,                     | Daniel Stephens                       | 183      | 6                | Forteresse de Louisbourg | 14 septembre 1758              | Port-la-Joye                      | 3 octobre 1758                |
| Patience,                     | Daniel Stephens                       | 183      | 6                | Port-la-Joye             | ?                              | Saint-Malo                        | 23 janvier 1759               |
| Pembroke                      | ?                                     | 139      | ?                | Annapolis Royal          | 8 décembre 1755                | Fleuve Saint-Jean                 | ?                             |
| Prince Frederick              | Wm. Trattles                          | 170      | ?                | Isthme de Chignectou     | 13 octobre 1755                | Géorgie                           | ?                             |
| Prosperous                    | Daniel Bragdon                        | 75       | ?                | Canards & Habitant       | 27 octobre 1755                | Williamsbrug                      | 21 janvier 1756 ou avant      |
| Providence                    | Samuel Barrow                         | ?        | ?                | Halifax                  | ?                              | Caroline                          | ?                             |
| Race Horse                    | John Banks                            | ?        | ?                | Mines                    | 20 décembre 1755               | Boston                            | ?                             |
| Ranger                        | Francis Peirey                        | 90       | ?                | Pigiguit                 | 27 octobre 1755                | Annapolis                         | 30 novembre 1755              |
| Ranger                        | Nathon Monrow                         | ?        | ?                | Mines                    | 20 décembre 1755               | Williamsburg                      | ?                             |
| Restoration,                  | Stephenson Haxton                     | 177      | 6                | Forteresse de Louisbourg | 14 septembre 1758              | Port-la-Joye                      | 3 octobre 1758                |
| Restoration,                  | Stephenson Haxton                     | 177      | 6                | Port-la-Joye             | ?                              | Saint-Malo                        | 23 janvier 1759               |
| Richard and Mary,             | John Moore                            | 252      | 5                | Forteresse de Louisbourg | 18 septembre 1758              | Port-la-Joye                      | 3 octobre 1758                |
| Richard and Mary,             | John Moore                            | 252      | 5                | Port-la-Joye             | 4 novembre 1758                | Isle Madame (†)                   | 13 novembre 1758              |
| Richmond                      | ?                                     | ?        | ?                | Forteresse de Louisbourg | 10 septembre 1758              | La Rochelle                       | ?                             |
| Ruby,                         | William Kelly                         | 380      | 6                | Forteresse de Louisbourg | 14 septembre 1758              | Port-la-Joye                      | 3 octobre 1758                |
| Ruby,                         | William Kelly                         | 380      | 6                | Port-la-Joye             | Avant le 25 novembre 1758      | Pico (†)                          | 22 janvier 1759 ou avant      |
| Santa Catherina               | ?                                     | ?        | ?                | Pico                     | 1759                           | Portsmouth                        | 4 février 1759                |
| Sarah & Molly                 | James Purrenton                       | 70       | ?                | Grand-Pré                | Après le 10 octobre 1755       | Williamsburg                      | 12 décembre 1755 ou avant     |
| Scarborough,                  | Jonathon Fellour                      | 95       | 0                | Forteresse de Louisbourg | 18 septembre 1758              | ?                                 | ?                             |
| Scarborough,                  | Jonathon Fellour                      | 95       | 0                | Port-la-Joye             | ?                              | ?                                 | ?                             |
| Seaflower                     | Samuel Harris                         | 81       | ?                | Grand-Pré                | 29 septembre 1755 ou plus tard | Boston                            | 1er décembre 1755 ou avant    |
| Sukey                         | ?                                     | ?        | ?                | Forteresse de Louisbourg | Fin septembre 1758             | Saint-Malo                        | ?                             |
| Supply,                       | William Wallace                       | 189      | 3                | Forteresse de Louisbourg | 14 septembre 1758              | Port-la-Joye                      | 3 octobre 1758                |
| Supply,                       | William Wallace                       | 189      | 3                | Port-la-Joye             | ?                              | Bideford                          | 20 décembre 1758              |
| Supply,                       | William Wallace                       | 189      | 3                | Bideford                 | ?                              | Saint-Malo                        | 9 mars 1759                   |
| Swallow                       | William Hayes                         | ?        | ?                | Mines                    | 13 décembre 1755               | Boston                            | ?                             |
| Swan                          | Ephrum Jones, Jonathan Lovett, Haslum | 82       | ?                | Grand-Pré                | 8 décembre 1755                | Philadelphie                      | 23 décembre 1755 ou avant     |
| Tamerlane,                    | Charles Suttie                        | 215      | 6                | Forteresse de Louisbourg | 14 septembre 1758              | Port-la-Joye                      | 3 octobre 1758                |
| Tamerlane,                    | Charles Suttie                        | 215      | 6                | Port-la-Joye             | 4 novembre 1758                | Forteresse de Louisbourg          | Novembre 1758                 |
| Tamerlane,                    | Charles Suttie                        | 215      | 6                | Forteresse de Louisbourg | ?                              | Saint-Malo                        | 16 janvier 1759               |
| Three Friends                 | James Carlyle, Thomas Curtis          | 69       | ?                | Pigiguit                 | 27 octobre 1755                | Philadelphie                      | 8 décembre 1755               |
| Three Sisters,                | Christopher Douson                    | 247      | 6                | Forteresse de Louisbourg | 14 septembre 1758              | Port-la-Joye                      | 3 octobre 1758                |
| Three Sisters,                | Christopher Douson                    | 247      | 6                | Port-la-Joye             | ?                              | Portsmouth ? Le Havre ?           | 4 ou 5 février 1759 ou avant  |
| Three Sisters,                | Christopher Douson                    | 247      | 6                | Portsmouth               | 4 ou 5 février 1759            | Le Havre                          | Avant le 10 février 1759      |
| Two Brothers                  | James Best                            | 161      | ?                | Isthme de Chignectou     | 13 octobre 1755                | Caroline                          | ?                             |
| Two Sisters                   | ?                                     | 140      | ?                | Annapolis Royal          | 8 décembre 1755                | Connecticut                       | ?                             |
| Violet,                       | Benjamin Suggitt                      | 315      | 7                | Forteresse de Louisbourg | 14 septembre 1758              | Port-la-Joye                      | 3 octobre 1758 (†)            |
| Violet,                       | Benjamin Suggitt                      | 315      | 7                | Port-la-Joye             | Avant le 25 novembre 1758      | Océan atlantique (†)              | 12 décembre 1758              |
| Yarmouth,                     | Samuel Hurry                          | 375      | 8                | Forteresse de Louisbourg | 14 septembre 1758              | Port-la-Joye                      | 3 octobre 1758                |
| Yarmouth,                     | Samuel Hurry                          | 375      | 8                | Port-la-Joye             | Avant le 25 novembre 1758      | Saint-Malo                        | 23 janvier 1759               |
| York                          | Hugh Pigot                            | ?        | ?                | Forteresse de Louisbourg | 13 septembre 1758              | Spithead                          | 27 octobre 1758 ou avant      |
| Union                         | Jonathan Crathorne                    | 196      | ?                | Isthme de Chignectou     | 13 octobre 1755                | Philadelphie                      | ?                             |
| « Une goélette »              | ?                                     | ?        | ?                | Forteresse de Louisbourg | 10 août 1758                   | Port-la-Joye                      | 17 août 1758                  |
| « Une goélette »              | ?                                     | ?        | ?                | Forteresse de Louisbourg | 14 septembre 1758              | Port-la-Joye                      | 3 octobre 1758                |
| « Un seneau »                 | ?                                     | ?        | ?                | Forteresse de Louisbourg | 14 septembre 1758              | Port-la-Joye                      | 3 octobre 1758                |
| « Un sloop »                  | ?                                     | ?        | ?                | Port-la-Joye             | ?                              | Forteresse de Louisbourg          | 30 octobre 1758               |
| « Un sloop »                  | ?                                     | ?        | ?                | Forteresse de Louisbourg | Printemps 1759                 | Forteresse de Louisbourg ?        | 30 juin 1759 ?                |
| « Un sloop »                  | ?                                     | ?        | ?                | Forteresse de Louisbourg | Printemps 1759                 | Forteresse de Louisbourg ?        | 30 juin 1759 ?                |
| « Un bateau »                 | ?                                     | ?        | ?                | Port-la-Joye             | 31 août 1758                   | Forteresse de Louisbourg          | 4 septembre 1758              |
| « Un bateau »                 | ?                                     | ?        | ?                | Forteresse de Louisbourg | Printemps 1759                 | Forteresse de Louisbourg ?        | 30 juin 1759 ?                |
| « Un navire de transport »    | ?                                     | ?        | ?                | Forteresse de Louisbourg | 14 septembre 1758              | Port-la-Joye                      | 3 octobre 1758                |
| « Six navires de transport », | ?                                     | ?        | ?                | Forteresse de Louisbourg | Après le 26 juillet 1758       | Miramichi                         | 15 septembre 1758             |
| « Six navires de transport », | ?                                     | ?        | ?                | Miramichi                | 18 septembre 1758              | Forteresse de Louisbourg          | Après le 24 septembre 1758    |